# Списак криптида

## Криптиди
- Кипар

| име криптида:                      | други називи: | кратки опис криптида:                                            | станиште:                                                           | држава:                                                              | изглед: |
| ---------------------------------- | --- | ---------------------------------------------------------------- | ------------------------------------------------------------------- | -------------------------------------------------------------------- | ------- |
| Агиски                             | |                                                                  |                                                                     | - Велика Британија                                                   |         |
| Аја Напа чудовиште                 | - Биће из дубина, - Кипарски Лок Нес, - Пријатељско чудовиште | велика морска змија                                              | рт Греко                                                            |                                                                      |         |
| Длакава јегуља                     | - Anguila peluda, - Тенерифе, - велика монструозна јегуља | џиновска јегуља                                                  | Анага                                                               |                                                                      |         |
|                                    | |                                                                  |                                                                     |                                                                      |         |
| Aкoрoкaмуи                         | | огромна лигња или хоботница                                      |                                                                     | - Јапан - Тајланд                                                    |         |
| Алдровандијев змај                 | |                                                                  |                                                                     |                                                                      |         |
| Алма                               | - Абнауају, - Албасти, - Алмасти, - Аули-Аван, - Бек-бок, - Биабин-Гули, - Воита, - Гоулуб-Јаван, - Гул-Биаван, - "Дивљи човјек", - Зана, - Каптар, - Кра-Дун, - Кси-Гик, - Кси-Гјик, - Миригди, - Мулен, - Очокочи | човјеколики мајмун                                               | планинска подручја средње Азије                                     | - Русија - Грузија - Азербејџан - Монголија - Јерменија - Таџикистан |         |
| Алтамаха-ха                        | - Алти |                                                                  |                                                                     |                                                                      |         |
| Амали                              | | налик на Сауроподског диносаура                                  | мочваре                                                             | - Габон                                                              |         |
| Амомонго                           | - мајмун са острва Негрос | човјеколики мајмун                                               | острво Негрос                                                       | - Филипини                                                           |         |
| Афанк                              | |                                                                  |                                                                     |                                                                      |         |
| Афрички раптор                     | | налик на Тероподског диносаура                                   | џунгле                                                              | - Република Конго                                                    |         |
| Ахул                               | - Атул, - Птерапус бомус | налик на великог шишмиша или птеросаура                          | џунгле на острву Јава                                               | - Индонезија                                                         |         |
| Аџуле                              | - Келб-ел-кела | непозната врста дивљег пса                                       | подручје Сахаре                                                     | - Мауританија                                                        |         |
| Банјип                             | - Баниб, - Банјар, - Бунјап, - Бурли звјер, - Ва-ви, - Вангул, - Вауваи, - Ви-ва, - Вови, - Воуваи, - Гаурџ, - Гу-ру-нгати, - Донгус, - Кајанпрати, - Кар-бунјах, - Катенпаи, - Киапрати, - Кинепрати, - Кинепратија, - Кудимудра, - Магхет, - Мириола, - Мири-ула, - Молгеванке, - Мо-ру-бул, - Мочел, - Муни Муни, - Тор-ру-дон, - То-ру-дун, - Тумбата, - Тунатпан |                                                                  | језера, мочваре, билабонгови, ријеке и ушћа ријека диљем Аустралије | - Аустралија                                                         |         |
| Беси                               | - Чудовиште језера Ири | змијолико биће                                                   | језеро Ири                                                          | - САД                                                                |         |
| Буруњор                            | - Ватук Мугадунг, - Вијунгаре, - Кирпанија, - Мура-Мури, - Паралосаурус аустралијенсис | налик на Тероподског диносаура                                   | дивљина Аустралије                                                  | - Аустралија                                                         |         |
| Вадакила чудовиште                 | | налик на Тероподског диносаура                                   | џунгле                                                              | - Индија                                                             |         |
| Вашориве                           | | налик на птеросаура                                              | џунгле                                                              | - Бразил                                                             |         |
| "Велика птица"                     | | налик на птеросаура                                              | околина ријеке Рио Гранде                                           | - САД                                                                |         |
| Вео                                | - Манис криптус | налик на диносаура из групе Анкилосаурида                        | острво Ринка                                                        | - Индонезија                                                         |         |
| Гaмбo                              | | налик на плесиосаура                                             | Атлантик                                                            | - Гамбија                                                            |         |
| Гасматански Сауропод               | | налик на Сауроподског диносаура                                  | острво Арвин                                                        | - Папуа Нова Гвинеја                                                 |         |
| Гигантска анаконда                 | - Мегаконда | огромна змија                                                    | Јужна Америка                                                       |                                                                      |         |
| Гиглиoлијев кит                    | - Амфиптера пацифика | необични кит                                                     |                                                                     |                                                                      |         |
| Гротсланг                          | | огромна змија                                                    | - пећина Рихтерсвелд                                                | - Јужноафричка Република                                             |         |
| Громовита птица                    | | налик на огромну птицу или птеросаура                            | подручје Сјеверне Америке                                           | - САД - Канада                                                       |         |
| "Гуштер" са острва Ванкувер        | | налик на Тероподског диносаура                                   | острво Ванкувер                                                     | - Канада                                                             |         |
| Даху                               | - Даири, - Дару, - Дароу, - Дархут, - Дау, - Дахуот, - Дахут, - Тамаро, - Тамароу | налик на планинску козу                                          |                                                                     | - Француска - Италија - Швајцарска - Шпанија - Андора                |         |
| Дингонек                           | - "Морж" из џунгле |                                                                  |                                                                     |                                                                      |         |
| Диносаур са Нове Британије         | | налик на Тероподског диносаура                                   | острво Нова Британија                                               | - Папуа Нова Гвинеја                                                 |         |
| Диравонг                           | | налик на Сауроподског диносаура или огромног дуговратог гуштера  | дивљина Аустралије                                                  | - Аустралија                                                         |         |
| Добхар-чу                          | |                                                                  |                                                                     | - Република Ирска                                                    |         |
| Дувас                              | | налик на птеросаура                                              | острва у саставу Бизмарковог архипелага                             | - Папуа Нова Гвинеја                                                 |         |
| Ђаво из Лоун Пајна                 | - Калифорниски планински ђаво | налик на Тероподског диносаура                                   | планинска подручја Калифорније                                      | - САД                                                                |         |
| Еачи                               | |                                                                  |                                                                     | - Велика Британија                                                   |         |
| Емела-нтоука                       | - Асека-моке, - Дриптоцератопс хидроенсис, - Иризима, - Нгамба-намае, - Нјаго-гунда | налик на диносаура из групе Цератопса                            | мочваре Републике Конго, језеро Бангвелу у Замбији                  | * Република Конго - Замбија                                          |         |
| Звијер из Биное заљева             | |                                                                  |                                                                     |                                                                      |         |
| Звијер из Екмура                   | |                                                                  |                                                                     | - Велика Британија                                                   |         |
| Звијер из Партриџ Крика            | - Кератосаурус бореалис | налик на Тероподског диносаура                                   | дивљина Јукона                                                      | - Канада                                                             |         |
| Звијер из Жеводана                 | |                                                                  |                                                                     | - Француска                                                          |         |
| Змај из Бросна                     | - Бронско чудовиште, - Бросни, - Бросња | налик на плесиосаура или морску змију                            | језеро Бросно                                                       | - Русија                                                             |         |
| Зуијо-Мару                         | - Нова Неси | налик на плесиосаура                                             | Пацифик                                                             | - Нови Зеланд                                                        |         |
| "Игуанодон" са Нове Гвинеје        | | налик на диносаура из групе Орнитопода                           | околина језера Мари                                                 | - Папуа Нова Гвинеја                                                 |         |
| Инканијамба                        | | огромна змија                                                    | језеро код водопада Ховик                                           | - Јужноафричка Република                                             |         |
| Ипилија                            | | налик на Сауроподског диносаура                                  | мочваре                                                             | - Аустралија                                                         |         |
| Иранска зубата птица               | | необична птица                                                   | дивљина Ирана                                                       | - Иран                                                               |         |
| Исије                              | | налик на плесиосаура                                             | језеро Икеда                                                        | - Јапан                                                              |         |
| Јаго-Нини                          | | налик на Сауроподског диносаура                                  | мочваре                                                             | - Габон                                                              |         |
| Јерен                              | - Јех Рен, - Јирен, - Кинески дивњи човјек, - Човјек-мајмун | човјеколики мајмун                                               | удаљена планинска шумска подручја провинције Хубеј                  | - Кина                                                               |         |
| Јети                               | - Бандија - Ужасни сњежни човјек | човјеколики мајмун                                               |                                                                     | - Непал - Кина - Бутан - Индија - Монголија - Русија                 |         |
| Кадборосаурус                      | - Кадборосаурус вилси - Кади | морска змија                                                     | заљев Кадборо                                                       | - Канада - САД                                                       |         |
| Каијаимуну                         | - "Теризиносаурус" са Нове Гвинеје | налик на Тероподског диносаура из породице Теризиносауруса       | џунгле                                                              | - Папуа Нова Гвинеја                                                 |         |
| Касаи Рекс                         | | налик на Тероподског диносаура                                   | џунгле                                                              | - ДР Конго                                                           |         |
| Конгамато                          | | налик на птеросаура                                              | мочваре                                                             | - Замбија - Ангола - ДР Конго                                        |         |
| Крaкeн                             | | огромна лигња или хоботница                                      |                                                                     |                                                                      |         |
| Крокодилопардалис                  | | налик на диносаура из групе Орнитопода                           | подручје горњег тока ријеке Нил                                     | - Етиопија                                                           |         |
| Кубански птеросаур                 | | налик на птеросаура                                              | острво Куба                                                         | - Куба                                                               |         |
| Кулин                              | | налик на Сауроподског диносаура                                  | мочваре                                                             | - Аустралија                                                         |         |
| Култа                              | | налик на Сауроподског диносаура                                  | мочваре                                                             | - Аустралија                                                         |         |
| Куси                               | |                                                                  |                                                                     | - Јапан                                                              |         |
| Лагарфљотски црв                   | |                                                                  | језеро Лагарфљот                                                    | - Исланд                                                             |         |
| Лариосауро                         | | водоземни гмизавац                                               | језеро Комо                                                         | - Италија                                                            |         |
| Лау                                | | налик на Тероподског диносаура или плесиосаура                   | мочваре у околини језера Но                                         | - Судан                                                              |         |
| Луска                              | | огромна лигња или хоботница                                      |                                                                     |                                                                      |         |
| Љиска неман                        | | водоземни гмизавац                                               |                                                                     | - Србија                                                             |         |
| Маеро                              | | човјеколики мајмун                                               | удаљена планинска шумска подручја Сјеверног острва                  | - Нови Зеланд                                                        |         |
| Мадиди чудовиште                   | | налик на Сауроподског диносаура                                  | мочваре                                                             | - Бразил - Перу - Боливија                                           |         |
| Мамламбо                           | |                                                                  |                                                                     |                                                                      |         |
| Мари                               | | налик на Тероподског диносаура                                   | околина језера Мари                                                 | - Папуа Нова Гвинеја                                                 |         |
| Мбијелу-Мбијелу-Мбијелу            | | налик на диносаура из групе Стегосаурида                         | џунгле                                                              | - Република Конго                                                    |         |
| Мескуитански "Камптосаур"          | - Камптосаурус мескуитаи | налик на диносаура из групе Орнитопода                           | џунгле                                                              | - Бразил                                                             |         |
| Мемфри                             | - Менфре, - Чудовиште из језера Мемфримејгог | налик на плесиосаура                                             | језеро Мемфримејгог                                                 | - Канада                                                             |         |
| Минди                              | | налик на Сауроподског диносаура                                  | мочваре                                                             | - Аустралија                                                         |         |
| Мини Рекс                          | | налик на Тероподског диносаура                                   | дивљина САД-a                                                       | - САД                                                                |         |
| Моехау                             | - Маероеро | човјеколики мајмун                                               | удаљена планинска шумска подручја Сјеверног острва                  | - Нови Зеланд                                                        |         |
| Мокеле-Мбембе                      | | налик на Сауроподског диносаура                                  | мочваре Републике Конго, језеро Теле                                | - Република Конго                                                    |         |
| Монголски црв смрти                | - Алгои Коркои, - Орлои Коркои | велика црв                                                       | пустиња Гоби                                                        | - Монголија                                                          |         |
| Мораг                              | | налик на плесиосаура                                             | језеро Лох Морар                                                    | - Велика Британија                                                   |         |
| Моргaур                            | | налик на плесиосаура                                             | заљев Фалмаут                                                       | - Велика Британија                                                   |         |
| Морски епископ                     | - Епископ-риба | човјеколика риба                                                 |                                                                     |                                                                      |         |
| Морски монах                       | - Риба-монах | човјеколика риба                                                 |                                                                     |                                                                      |         |
| Мухуру                             | - Чудовиште из Мухуру заљева | налик на диносаура из групе Стегосаурида                         | мочваре и џунгле                                                    | - Кенија                                                             |         |
| Намибијски птеросаур               | | налик на птеросаура                                              | дивљина Намибије                                                    | - Намибија                                                           |         |
| Науелито                           | - Чудовиште из језера Нахуел Хуапи | налик на плесиосаура                                             | језеро Нахуел Хуапи                                                 | - Аргентина                                                          |         |
| Нгани-Вату                         | - Нгуту-Леи | огромна птица                                                    |                                                                     | - Фиџи                                                               |         |
| Нгубу                              | - Неостиракосаурус камеруненсис - Туреоцератопс дуоцератус, - Туреоцератопс фортизо | налик на диносаура из групе Цератопса                            | саване                                                              | - Камерун                                                            |         |
| Нгума-монене                       | - Бадигуи, - Диба, - Моуроу-нгоу, - Нгакоула-нгоу, - Сонго | налик на Тероподског диносаура или великог гмизавца              | мочваре                                                             | - Република Конго                                                    |         |
| Нзефу-Лои                          | - "Водени слон" | налик на Сауроподског диносаура                                  | мочваре                                                             | - ДР Конго                                                           |         |
| Нсанга                             | | налик на Сауроподског диносаура                                  | мочваре                                                             | - Замбија                                                            |         |
| Њујоршки птеросаур                 | | налик на птеросаура                                              | Њујорк                                                              | - САД                                                                |         |
| Огопого                            | - Н'ха•а•итк, - Наитака |                                                                  | језеро Оканаган                                                     | - Канада                                                             |         |
| Олитијау                           | | налик на птеросаура                                              | дивљина Камеруна                                                    | - Камерун                                                            |         |
| Планински Бумер                    | - Миохоро, - Оросалтосаурус саетумурус | налик на диносаура из групе Орнитопода                           | дивљина Тексаса                                                     | - САД                                                                |         |
| Попобава                           | - Попо Бава | налик на великог шишмиша                                         | острво Пемба, острво Унгуја у Занзибару                             | - Танзанија                                                          |         |
| Птеросаур из Манауса               | | налик на птеросаура                                              | џунгле у околини Манауса                                            | - Бразил                                                             |         |
| Птеросаур из Западне Вирџиније     | | налик на птеросаура                                              | дивљина Западне Вирџиније                                           | - САД                                                                |         |
| Птеросаур из Минесоте              | | налик на птеросаура                                              | дивљина Минесоте                                                    | - САД                                                                |         |
| Птеросаур из Џорџије               | - Кендл Хед | налик на птеросаура                                              | дивљина Џорџије                                                     | - САД                                                                |         |
| Птеросаур са Крита                 | | налик на птеросаура                                              | острво Крит                                                         | - Грчка                                                              |         |
| Раптор из Oклахоме                 | | налик на Тероподског диносаура                                   | дивљина Оклахоме                                                    | - САД                                                                |         |
| Раптор из Џорџије                  | | налик на Тероподског диносаура                                   | дивљина Џорџије                                                     | - САД                                                                |         |
| Ријечни диносаур                   | - Прериски ђаво, - Ријечни гуштер | налик на Тероподског диносаура                                   | дивљина Колорада и Утаха                                            | - САД                                                                |         |
| Ров                                | | налик на Сауроподског диносаура                                  | џунгле на Западној Папуи                                            | - Индонезија                                                         |         |
| Рогата крастача                    | | небичне рогата/бодљикава жаба                                    |                                                                     | - Мексико                                                            |         |
| Ропен                              | - Ваванар, - Дуах, - Кундуа, - Секлобали | налик на птеросаура                                              | острво Нова Гвинеја                                                 | - Папуа Нова Гвинеја                                                 |         |
| Сару                               | | налик на диносаура из групе Орнитопода                           | мочваре                                                             | - Република Конго                                                    |         |
| Серпопард                          | | змијолико биће                                                   |                                                                     |                                                                      |         |
| Силване Манзи                      | | налик на Тероподског диносаура или диносаура из групе Орнитопода | ушће ријеке Умфозоли                                                | - Јужноафричка Република                                             |         |
| Сируш                              | |                                                                  |                                                                     | Ирак                                                                 |         |
| Ста                                | | змијолико биће                                                   |                                                                     |                                                                      |         |
| Стоа                               | - Карнотаур купуриенсис | налик на Тероподског диносаура                                   | џунгле                                                              | - Бразил                                                             |         |
| Стрoнсејскa звјер                  | | велика морска змија                                              |                                                                     |                                                                      |         |
| Судански птеросаур                 | | налик на птеросаура                                              | дивљина Судана                                                      | - Судан                                                              |         |
| Тацелвурм                          | - Арасас, - Бергштутцен, - Пратцелвурм, - Спрингвурм, - Столенвурм | необични гмизавац                                                | Алпе                                                                | - Швајцарска - Немачка - Аустрија - Италија                          |         |
| Трунко                             | - Маргетско чудовиште |                                                                  |                                                                     | - Јужноафричка Република                                             |         |
| Тсучиноко                          | |                                                                  |                                                                     |                                                                      |         |
| Унктехи                            | | налик на диносаура из групе Анкилосаурида                        | дивљина Минесоте                                                    | - САД                                                                |         |
| Фајанска нага                      | |                                                                  |                                                                     |                                                                      |         |
| Хипекве                            | - Далали, - Маимане, - Ндаматхиа, - Нјио-кодоинг, - Нтамбо ва луи, - Нтамбуе ја маи, - Ои-маима, - Симба ја маи | налик на Тероподског диносаура                                   | мочваре                                                             | - Ангола                                                             |         |
| Чеси                               | | морска змија                                                     | заљев Чесапик                                                       | - Чиле                                                               |         |
| Чудовиште из Арике                 | | налик на Тероподског диносаура                                   | подручје општине Арика                                              | - Чиле                                                               |         |
| Чудовиште из Борског језера        | | велика риба                                                      | Борско језеро                                                       | - Србија                                                             |         |
| Чудовиште из Велике раседне долине | | налик на Тероподског диносаура или великог гмизавца              | подручије Велике расједне долине                                    | - Кенија                                                             |         |
| Чудовиште из језера Ван            | |                                                                  |                                                                     |                                                                      |         |
| Чудовиште из Лох Неса              | - Неси, - Неситерас ромбоптерикс | налик на плесиосаура                                             | језеро Лох Нес                                                      | - Велика Британија                                                   |         |
| Чудовиште из Мурманска             | | налик на Тероподског диносаура                                   | мочваре из околине Мурманска                                        | - Русија                                                             |         |
| Чудовиште из Тијанчи језера        | |                                                                  |                                                                     |                                                                      |         |
| Чудовиште са острва Канви          | |                                                                  |                                                                     | - Велика Британија                                                   |         |
| Чудовиште са острва Хук            | |                                                                  |                                                                     | - Аустралија                                                         |         |
| Чудовиште тврђаве Варберг          | | налик на Тероподског диносаура                                   | околина тврђаве у Варбергу                                          | - Шведска                                                            |         |
| Џeни Хaнивeр                       | |                                                                  |                                                                     |                                                                      |         |
| Шамп                               | - Шампи, - Шамптанистропхеус америцасус |                                                                  | језеро Шамплејн                                                     | - САД - Канада                                                       |         |